# Jimmy Haslip

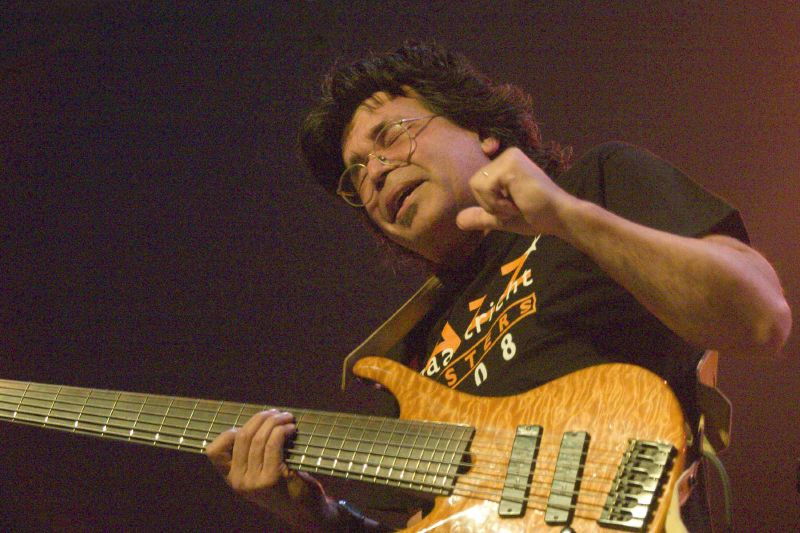
Jimmy Haslip

Jimmy Haslip (Bronx, Nova Iorque, 31 de dezembro de 1951) é um baixista e produtor musical norte-americano.